# Джонсон, Уилл (футболист)
Уильям Дэвид "Уилл" Джонсон (англ. William David "Will" Johnson; 21 января 1987, Торонто, Канада) — канадский футболист, полузащитник. Выступал за сборную Канады.

## Клубная карьера

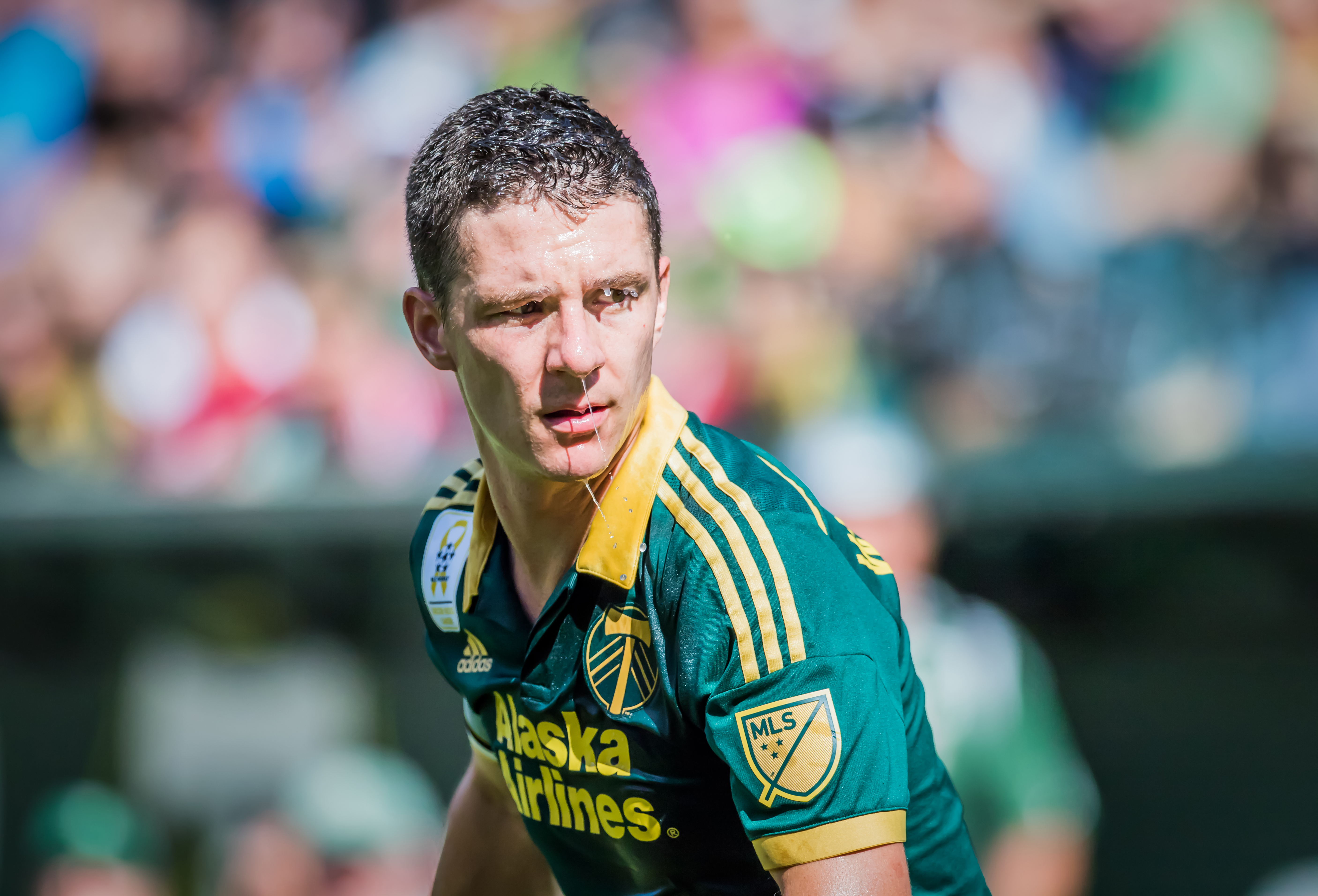
Джонсон в составе «Портленд Тимберс»

Джонсон начал карьеру в молодёжных командах английского «Блэкберн Роверс» и американского «Чикаго Файр». В 2005 году Уилл заключил с «огнями» полноценный контракт, но, сыграв в MLS всего 6 матчей, отправился в Европу. Его первым клубом на другом континенте стал нидерландский «Херенвен». В новой команде Джонсон был футболистом ротации и в основном выходил на замену. 27 декабря 2006 года в матче против НЕКа он забил свой первый гол в Эредивизи. В 2007 году для получения игровой практики Уилл на правах аренды перешёл в «Де Графсхап».
В 2008 году Джонсон вернулся в США, где заключил контракт с клубом «Реал Солт-Лейк». 19 октября в поединке против «Далласа» Уилл забил гол, который был признан лучшим голом сезона в MLS. В 2009 году Джонсон помог клубу завоевать Кубок MLS и был вызван на Матч всех звёзд против английского «Эвертона».
3 декабря 2012 года Уилл был обменян в «Портленд Тимберс» на распределительные средства. 4 марта 2013 года в матче против «Нью-Йорк Ред Буллз» он дебютировал за новый клуб. 30 марта в поединке против «Колорадо Рэпидз» Джонсон сделал «дубль», забив первые голы за «Тимберс». В том же году он был выбран капитаном команды, а по итогам сезона был признан Футболистом года в Канаде. 27 сентября 2014 года в матче против канадского «Торонто» в столкновении с защитником Джонсон сломал ногу. В 2015 году Уилл помог команде впервые в истории выиграть Кубок MLS.
В конце 2015 года Джонсон вернулся на родину — «Торонто» выменял его на драфт-пик и распределительные средства. 6 марта в матче против «Нью-Йорк Ред Буллз» он дебютировал за новый клуб. 1 мая в поединке против своей бывшей команды «Портленд Тимберс» Уилл забил свой первый гол за «Торонто».
В декабре 2016 года Джонсон подписал контракт с «Орландо Сити» сроком на два года с опцией продления на третий. 5 марта в матче против «Нью-Йорк Сити» он дебютировал за новую команду. 15 апреля в поединке против «Лос-Анджелес Гэлакси» Уилл забил свой первый гол за «Орландо Сити». По окончании сезона 2019 контракт Джонсона с «Орландо Сити» истёк.

## Международная карьера
В составе молодёжной сборной Канады Джонсон выступал на молодёжных чемпионатах мира 2005 и 2007 годов.
В 2005 года в товарищеском матче против сборной Люксембурга Уилл дебютировал за сборную Канады.
В 2009 году он в составе сборной Канады принял участие в Золотом кубке КОНКАКАФ. На турнире Джонсон принял участие в матчах против сборных Сальвадора, Ямайки, Коста-Рики и Гондураса.
В 2011 году Уилл во второй принял участие в Золотом кубке КОНКАКАФ. На турнире он сыграл в поединках против команд США, Гваделупы и Панамы. 3 сентября в матче отборочного турнира чемпионата мира 2014 года против сборной Сент-Люсии Джонсон забил свой первый гол за национальную команду.
В 2013 году Уилл в третий раз принял участие в Золотом кубке КОНКАКАФ. На турнире он сыграл в матче против сборной Мартиники.
В 2019 году Джонсон в четвёртый раз был включён в состав сборной Канады на Золотой кубок КОНКАКАФ. На турнире он сыграл в матче против команды Мексики.

### Голы за сборную Канады
| #   | Дата            | Место                                        | Противник         | Счёт | Результат | Соревнование                       |
| --- | --------------- | -------------------------------------------- | ----------------- | ---- | --------- | ---------------------------------- |
| 01. | 3 сентября 2011 | Бимо Филд, Торонто, Канада                   | Сент-Люсия        | 4:1  | 4:1       | Чемпионат мира 2014 — квалификация |
| 02. | 15 августа 2012 | Сентрал Боуард Риджонал Парк, Лодерхилл, США | Тринидад и Тобаго | 2:0  | 2:0       | Товарищеский матч                  |
| 03. | 12 октября 2012 | Бимо Филд, Торонто, Канада                   | Куба              | 2:0  | 3:0       | Чемпионат мира 2014 — квалификация |
| 04. | 8 сентября 2015 | Эф-эф-би Стэдиум, Бельмопан, Белиз           | Белиз             | 1:1  | 1:1       | Чемпионат мира 2018 — квалификация |

## Достижения
Командные
 «Реал Солт-Лейк»
- Обладатель Кубка MLS — 2009

 «Портленд Тимберс»
- Обладатель Кубка MLS — 2015

Индивидуальные
- Футболист года в Канаде — 2013

## Личная жизнь
Его дедом является английский футболист Брайан Берч.
6 сентября 2017 года Джонсон был арестован по подозрению в домашнем насилии в отношении жены. На время расследования «Орландо Сити» отстранил его от игр. После того как никаких обвинений не было выдвинуто, в октябре 2017 года Джонсон вернулся в состав клуба.